# Лилберн (Џорџија)
Лилберн (Џорџија) (енгл. Lilburn) град је у америчкој савезној држави Џорџија. По попису становништва из 2010. у њему је живело 11.596 становника.

## Демографија
Према попису становништва из 2010. у граду је живело 11.596 становника, што је 289 (2,6%) становника више него 2000. године.
| Група             | 2000.         | 2010.         |
| Белци             | 6.974 (61,7%) | 4.560 (39,3%) |
| Афроамериканци    | 1.349 (11,9%) | 1.900 (16,4%) |
| Азијати           | 1.322 (11,7%) | 1.766 (15,2%) |
| Хиспаноамериканци | 1.495 (13,2%) | 3.181 (27,4%) |
| Укупно            | 11.307        | 11.596        |